# Метод Гольджи

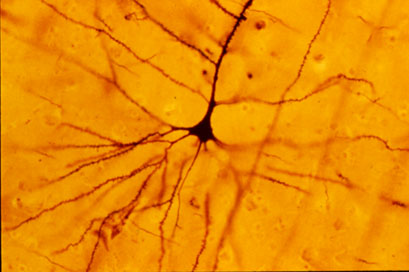
Пирамидальный нейрон человеческого мозга, окрашенный по методу Гольджи. Хорошо видны апикальный (верхушечный) дендрит (толстая тёмная линия над телом нейрона) и несколько базальных дендритов (тонкие линии под небольшим наклоном).

Окра́шивание по ме́тоду Го́льджи — техника окрашивания нервной ткани, разработанная итальянским физиологом Камилло Гольджи в 1873 году. Самим Гольджи метод был назван «чёрной реакцией» (итал. la reazione nera), но впоследствии стало больше известно как «метод Гольджи», «окрашивание Гольджи», или «окрашивание по методу Гольджи».
Окрашивание Гольджи стало широко использоваться благодаря испанскому нейроанатому Сантьяго Рамон-и-Кахалю, открывшему ряд новых фактов об организации нервной системы и стимулировавшему рождение «нейронной доктрины».

## Механизм
Клетки в нервной ткани весьма плотно упакованы, и только малое количество информации об их структурах и взаимосвязях может быть получено, если окрасить все клетки. Более того, тонкие выросты (аксон и дендриты) слишком тонкие и прозрачные, чтобы быть видимыми при использовании обычной техники окрашивания. По методу Гольджи окрашивается только малое количество клеток. Механизм, из-за которого это происходит, до конца не известен. Дендриты окрашиваются в коричневый и чёрный, что позволяет определить их длину и сделать видимой сложную сетевую структуру многих частей мозга.
Окрашивание проводят следующим образом: препарат сначала обрабатывают раствором дихромата калия, а затем - раствором нитрата серебра. В результате оранжевый фон — это окраска дихроматом калия, кирпично-коричневый — нитратом серебра.